# Audition (película)
Audition (en japonés: オーディション, Ōdishon?) es una película de terror japonesa de 1999 dirigida por Takashi Miike y protagonizada por Ryo Ishibashi, Eihi Shiina, Tetsu Sawaki, y Jun Kunimura. Está basada en una novela de Ryu Murakami (la adaptación al guion fue hecha por Daisuke Tengan, hijo de Shohei Imamura).
La película trata de un viudo, Shigeharu Aoyama (Ishibashi), que pone en escena una falsa audición para conocer a una posible nueva pareja sentimental. Tras entrevistar a varias mujeres, Aoyama se interesa por Asami (Shiina), cuyo oscuro pasado afecta a su relación.
Audition fue originalmente un proyecto de la compañía japonesa Omega Project, que quería hacer una película de terror tras el gran éxito financiero de su anterior producción El aro. Para crear la película, la empresa compró los derechos del libro de Murakami y contrató al guionista Daisuke Tengan y al director Miike para que rodaran una adaptación. El reparto y el equipo estaban formados principalmente por personas con las que Miike había trabajado en proyectos anteriores, a excepción de Shiina, que había trabajado como modelo antes de su carrera en el cine. La película se rodó en unas tres semanas en Tokio.
Audition se estrenó, junto con otras películas de terror japonesas, en el Festival Internacional de Cine de Vancouver, pero recibió mucha más atención cuando se proyectó en el Festival Internacional de Cine de Róterdam en 2000, donde recibió el Premio FIPRESCI y el Premio KNF. Tras su estreno en Japón, la película continuó presentándose en festivales y se estrenó en salas de cine de Estados Unidos y el Reino Unido, a lo que siguieron varios estrenos en medios domésticos. 
De las numerosas películas de terror dirigidas por Miike, Audition es una de las más famosas a nivel mundial, y fue la primera en traerle popularidad en Occidente. La película fue recibida positivamente por los críticos occidentales en su estreno, con elogios especialmente dirigidos a las interpretaciones de Ishibashi y Shiina, y a la secuencia de tortura final de la película, de la que muchos destacaron el contraste con las escenas no terroríficas previas. Ha aparecido en varias listas de las mejores películas de terror de la historia, y ha influido en otras películas y directores de terror, como Eli Roth. En 2009, el cineasta Quentin Tarantino elogió Audition como una de sus películas favoritas.
En Rotten Tomatoes, Audition fue calificada como "Certified Fresh", con un 79% de los críticos que dan una puntuación positiva, con una calificación promedio de 7.2/10. El impacto del filme fue tal, que notables directores del cine de terror como Eli Roth, John Landis y Rob Zombie afirmaron que la película era muy difícil debido a su contenido macabro. Landis mencionó que la película era tan cruda que no podía disfrutar de ella en absoluto. Bloody Disgusting la calificó como la décima cuarta película en su lista de las 20 mejores películas de terror de la década de 2000, con el artículo diciendo: "Considerada por muchos como la obra maestra de Takashi Miike, esta vergonzosa, cine gravemente perturbado cuenta con una de las escenas más insoportables de tortura en la historia del cine ... Es repugnante de la mejor manera posible, el prolífico Miike va a la yugular aquí, y él se adentra".

## Argumento
Siete años después de la muerte de su mujer, Aoyama, un ejecutivo en una compañía, decide que es hora de buscar una posible futura esposa siguiendo los consejos de su hijo de que ya es tiempo de volver a casarse. Un amigo, que ejerce de director y productor de cine, le recomienda realizar una audición para una actriz tomando en cuenta las características que a él le gustaría encontrar en su posible esposa. De entre todas las candidatas que se presentan, se fija en Yamazaki Asami, una joven mujer con experiencia en ballet que en la entrevista parecía muy tímida.
El día de la audición ella es la última persona a la que ve y siente atracción hacia ella. Antes de salir anota los datos de su ficha, se contacta con ella y la invita a cenar. Toman una copa y luego van a la casa de él. Una vez allí, se ve cómo él flirtea con ella, hasta que se van a la habitación. Al día siguiente, él despierta solo, y cree que ella se ha ido. Él insiste en llamar otra vez días más tarde preocupado por haber parecido demasiado atrevido. Cuando lo hace, Asami deja conscientemente que suene el teléfono unas cuantas veces antes de cogerlo. Más tarde, ella está sola en una habitación oscura. Bueno, no totalmente sola, también está lo que parece un hombre, dentro de un saco...

## Reparto
| Actor            | Papel                      | Actor/Actriz de doblaje |
| ---------------- | -------------------------- | ----------------------- |
| Eihi Shiina      | Asami Yamazaki             | Miren Aranburu          |
| Ryo Ishibashi    | Shigeharu Aoyama           | José Felipe Auzmendi    |
| Jun Kunimura     | Yasuhisa Yoshikawa         | Kepa Cueto              |
| Tetsu Sawaki     | Shigehiko Aoyama           | Alberto Escobal         |
| Miyuki Matsuda   | Ryoko Aoyama               | Idoia Sagarzazu         |
| Toshie Negishi   | Rie                        | Miren Aranburu          |
| Shigeru Saiki    | Dueño del bar              |                         |
| Ken Mitsuishi    | Director                   |                         |
| Ren Ohsugi       | Shimada                    |                         |
| Renji Ishibashi  | Anciano en silla de ruedas |                         |
| Yuriko Hirooka   | Michiyo Yanagida           |                         |
| Fumiyo Kohinata  | Presentador de televisión  |                         |
| Misato Nakamura  | Misuzu Takagi              |                         |
| Yuuto Arima      | Shigehiko cuando era niño  |                         |
| Ayaka Izumi      | Asami cuando era niña      |                         |
| Nuts Tanahashi   | Recepcionista de hotel     |                         |
| Kimiko Tachibana | Locutora de FM             |                         |
| Tatsuo Endo      | Doctor                     |                         |
| Koshio Shindōji  | Enfermera                  |                         |
| Kanji Tsuda      | Camarero                   |                         |

## Otros créditos
- Productor ejecutivo: Toyoyuki Yokohama.
- Planificación: Jun'ichi Shindô.
- Diseñador de producción (arte): Tatsuo Ozeki.
- Diseño de vestuario: Tomoe Kumagai.
- Sonido: Jun Nakamura.
- Iluminación: Akira Ono.
- Efectos de sonido: Kenji Shibasaki.
- Departamento de maquillaje: Yuichi Matsui.
- Subdirector: Bunmei Katô.
- Tema musical (Créditos): Scarlet por Elie Park.

## Controversias
Audition ha sido catalogada como una película que toca temas machistas y misóginos. Miike ha indicado que, cuando se reunió con periodistas en Reino Unido y Francia, él encontró que comentaron sobre los temas feministas de la película cuando Asami consigue venganza contra los hombres en su vida. La película muestra en Aoyama rasgos y comportamientos que se podrían considerar sexistas: una lista de los criterios para que su novia se reúna, y el formato de la audición del Phoney que él utiliza para su futura esposa.
Tom Mes, crítico de cine, comentó;
El cine de Takashi Miike afirmó que la secuencia de tortura, con la mutilación de Aoyama, puede verse como venganza de Asami.
Dennis Lim de los Ángeles Times examinó temas similares, observando que la película como "en última instancia sobre el miedo masculino de las mujeres y la sexualidad femenina", observando que las mujeres son descaradamente objetivadas en la primera mitad de la película y en la segunda mitad Asami "pasa a revestir este desequilibrio cuando se convierte en un "Ángel Vengador".
Chris Pizzello, escribiendo en el American Cinematographer, declaró que un enfoque plausible para interpretar la película es ver el acto final como una representación de la culpabilidad de Aoyama por su maltrato a las mujeres y su deseo de dominarlos. Aoyama desarrolla una fantasía paranoica de un objeto atacante: debido a que alberga pensamientos sádicos hacia las mujeres, desarrolla un temor de que el objeto se vengará.
Mes ha argumentado en contra de la representación feminista de la película, señalando que Asami no está motivado por una agenda ideológica, y que reconoce que ella se venga de un hombre que le ha mentido<, ella estaría ignorando el hecho de que también ha mentido a Aoyama. Asami dice "yo quiero decir todo" durante la escena de la tortura, lo que implica que ella no había sido veraz antes.
En Audition, el personaje de Asami es víctima de maltrato infantil. Colette Balmain, en su libro Introduction to Japanese Horror Film, describió a Asami como "sólo una cara más de las mujeres agraviadas en la cultura japonesa... Son víctimas de la represión y la opresión, y sólo permanecen la muerte y la soledad para ellos". El crítico de la película Robin Wood escribió que a través de su abuso de niño, Asami se enseña que el amor y el dolor deben ser inseparables. el público es llevado a identificarse con Asami a través de esta victimización y también lo que Stephen LeDrew describió como una "sociedad patriarcal japonesa". Elvis Mitchell (The New York Times) indicó que el tema de la película era: "la objetivación de mujeres en sociedad japonesa y el horror de la espejo-imagen de la retribución que podría crear".

## Producción

### Desarrollos previos
La principal productora detrás de Audition fue la empresa japonesa Omega Project. Omega estaba originalmente detrás de la producción Ringu; la película de Hideo Nakata; Este fue un gran éxito en Japón y, posteriormente, en el resto de Asia. Omega tenía problemas que fijaban para arriba el lanzamiento de Ringu en Corea y tenía la compañía AFDF en corea que trabajaba en una re-adaptación coreana The Ring (1998).
Al año siguiente, en 1998, Omega se asoció de nuevo con FAfD Korea y otras compañías de producción, incluyendo Creators Company Connection, film Face, y Bodysonic, para hacer la adaptación de la novela Audition de Ryū Murakami.
Omega deseó crear una película diferente a Ringu que era de temática supernatural-horror, y eligió adaptar la novela de Murakami, que careció de este rasgo y se iba por un género más cercano a Thriller.

### Preproducción
Para crear Audition, Miike trabajó con muchos de sus colaboradores anteriores, como el cineasta Hideo Yamamoto. Miike habló de su cinematógrafo diciendo que Yamamoto era: "muy sensible hacia la muerte. Ambos padres murieron muy jóvenes, y no es algo de lo que habla mucho ". Miike también notó que él sentía que Yamamoto era: "viviendo en miedo, y esa sensibilidad viene a través en su trabajo. Es algo que quiero aprovechar al máximo ". La partitura de la película fue compuesta por Kōji Endo (quién estuvo detrás del soundtrack de The Ring (1998) y posteriormente estaría a cargo del soundtrack de Dark Water.

## Recepción
Audition tuvo una audiencia muy alta. Cuando se mostró en el Festival de Cine de Róterdam 2000, una enfurecida espectadora, enfrentada a Miike, le dijo gritándole: "Tú eres el mal".
En Rotten Tomatoes, Audition es "Certified Fresh", con un 82 % de los críticos que dan una puntuación positiva, con una calificación promedio de 7.2/10.
Entre los cineastas destacados en 100 momentos más asustadizos de la película de EE. UU. canal de televisión Bravo (en el que la película apareció en el número 11), notables directores de terror Eli Roth, John Landis y Rob Zombie afirmaron haber encontrado la película muy difícil de ver, dada su contenido macabro, Landis dijo que la película era tan molesta que no podía disfrutar de ella en absoluto. Bloody Disgusting ocupó la décima cuarta película en su lista de las 20 mejores películas de terror de la década de 2000, con el artículo diciendo:
"Considerada por muchos como la obra maestra de Takashi Miike, esta vergonzosa, cine gravemente perturbado, cuenta con una de las escenas más insoportables de tortura en la historia del cine ... Es repugnante de la mejor manera posible, el prolífico Miike va a la yugular aquí, y él se adentra.
Crítica de Jordi Costa para Fotogramas: «Creador politonal y mutante, Miike también podría ser considerado el heredero bastardo de algunos grandes excéntricos del cine japonés, como Seijun Suzuki, Yasuzuko Masumura o Koji Wakamatsu, frente a los que, no obstante, mantiene una identidad tan propia como difícil de definir. Audition es, quizá, su obra más clásica y serena: una película que cambia radicalmente de piel a mitad de metraje. En suma, una de las películas de terror más poderosas de los últimos años, pero tan sólo una pequeña joya en la corona medusina y cegadora de Takeshi Miike. Para quienes admiran la belleza de las mantis religiosas».
Reseña de Sabrina Vaquerizo-González para Asiateca: «Si hay un film por el que Takashi Miike será venerado eternamente en Occidente ese es Audition. Si Fudoh: The New Generation había abierto las puertas del mercado internacional al director, Audition iba a entregarle un abono completo e irrevocable a los festivales de cine internacionales. Miike ya gozaba de cierta reputación, las ediciones de 1999 del Festival Internacional de Cine Fantasia y el Festival Internacional de Cine de Vancouver ya habían contado con su trabajo y el Courmayeur Noir in Festival en Italia le había dedicado su primera retrospectiva. Pero Audition iba a hacer que a partir de ahora entrara en los festivales de cine por la puerta grande».
El crítico Rouven Linnarz en una reseña  para Asian Movie Pulse, escribió: «Audition es una película sobre romance y amor, sobre extremos y honestidad en una relación. Si bien sigue siendo un ángulo sensacionalista, la actuación, especialmente de los dos protagonistas, las imágenes y la dirección definen una experiencia visual única, imposible de ver para algunos, pero en muchos sentidos más veraz que cualquier película romántica convencional. Audition es a los ojos de muchos uno de los mejores logros de su director en una obra que ahora incluye más de 100 títulos. Muestra la verdadera naturaleza de su creador, quien, a pesar de todas las imágenes extremas, continuamente se ha presentado como un verdadero romántico».

## Secuelas e influencia
Después del lanzamiento de Audition, Miike iba a adaptar la novela de Murakami Coin Locker Babies, pero el proyecto no encontró financiamiento para empezar.
Audition ha sido descrita como una influencia en la tortura porno. El término fue inventado por David Edelstein para describir películas como SAW, The Devil's Rejects y Wolf Creek que ofrecen escenas «excitante y chocantes» que empujan a la audiencia a los márgenes de la depravación para que «sientan algo». Audición influenció a directores estadounidenses como Eli Roth. Roth indicó que Audition lo influenció para hacer su película Hostel, con Miike incluso haciendo un cameo como cliente satisfecho de los secuestradores que dejaron a clientes torturar a sus víctimas. Richard Corliss, escribiendo en el tiempo, opinó que Audition era diferente de la tortura películas porno como: «a diferencia de Saw y sus imitadores en el género de la tortura porno, audición no va para Gore-IFIC tiros de dinero. Las películas de Miike viven dentro de sus personajes, tomando la temperatura de sus anhelos, la ridícula ambición». Audition fue listada por los directores gemelos Jen y Sylvia Soska como uno de sus películas de horror preferidas, y con las hermanas que decían que era una influencia en su película American Mary. Los directores tomaron nota del carácter de Asami, afirmando que una audiencia generalmente ve «personajes femeninos como la víctima desamparada en una película de terror».
La película también influyó en vídeo de la canción Honey, this mirror isn't big enough for the two of us de la banda estadounidense My Chemical Romance, single que fue lanzado en el año 2003 y dirigido por Marc Debiak.

## Lanzamiento
Audition se estrenó el 2 de octubre de 1999 en el Vancouver International Film Festival en Canada, el
28 de enero de 2000 en el Festival Internacional de Cine de Róterdam de Países Bajos, donde ganó el premio de la crítica, y en los cines de Japón el 3 de marzo de 2000. En España se estrenó el 19 de julio de 2002, y fue la primera película del director que se estrenó comercialmente fuera de Japón.

Fue lanzada en Japón en VHSpor Art Port y en DVDy Blu-ray,por Basara Pictures y Kadokawa Corporation. También fue lanzada, en estos mismos formatos, en numerosos países por diferentes productoras, e incluyendo contenidos especiales.En España se lanzó en VHS y DVD publicado por DeAPlaneta home entertainment y distribuido por S.A.V. 
En 2016, Arrow Video, editó una versión especial en Blu-ray que recopila múltiples extras, entre los que se encuentran: